# Charley Crockett
Matthew Charles Crockett (San Benito, 24 marzo 1984) è un cantautore statunitense. Ha pubblicato quindici album in studio dal 2015, con Blue Bonanza di Lil G.L. che ha raggiunto l'undicesimo posto nella classifica statunitense Billboard Blues Albums nel 2018 e The Man from Waco e $10 Cowboy che sono entrati nella Billboard 200 statunitense rispettivamente nel 2022 e nel 2024.
Nel settembre 2023, Crockett è stato nominato Artista dell'anno, Album dell'anno e Canzone dell'anno agli Americana Music Honors & Awards del 2023. Ha ricevuto la sua prima nomination ai Grammy Award nel 2025 per $10 Cowboy.

## Biografia

### Primi anni
Charley nacque a San Benito, in Texas, da Branton Eddens Crockett e Jan Onda Applehans. Il nonno paterno di Crockett è un ingegnere chimico e allevatore, Charles Hayes Charlie Crockett Sr. e sua nonna paterna è la figlia del senatore texano George Clark Purl Sr. e Patricia May Purl. Sua madre è di origine tedesca del Volga. Il suo trisavolo era Jacob Goodwin Crockett del New Hampshire.
Cresciuto da una madre single con un fratello e una sorella maggiori, Crockett crebbe in un parco roulotte a Los Fresnos, in Texas. Ha affermato di essere un discendente di Davy Crockett, meticcio ed ebreo. Sua madre trasferì la famiglia a Dallas, e Crockett trascorse i mesi estivi con suo zio, che viveva nel quartiere francese di New Orleans. Dopo aver lasciato il liceo all'età di 17 anni, Crockett decise di viaggiare con la sua chitarra acquistata da sua madre da un banco dei pegni. Le sue prime influenze musicali provenivano dall'ascolto dell'hip hop, e rimase affascinato dai campioni utilizzati.
Crockett suonava per strada nel Quartiere Francese di New Orleans e a Deep Ellum, Dallas, da adolescente. In seguito viaggiò più lontano facendo l'autostop e viaggiando sui treni merci, e nel 2009 suonava per strada a New York. Mentre migliorava le sue capacità artistiche, Crockett organizzò una street band chiamata Trainrobbers, che attirò l'attenzione di una rappresentante della Sony Music di Manhattan. La donna firmò con il ventiseienne Crockett un contratto di management di due anni, sebbene lui rifiutasse un contratto editoriale. Alla fine, stanco della vita per strada e della scadenza imminente del contratto, Crockett si trasferì nella California del Nord, dove per altri tre anni combinò il lavoro nelle fattorie e nelle comuni con l'esibizione. Crockett visse poi per strada a Parigi, in Francia, per un anno e visse brevemente in Spagna e Marocco.

### Carriera
Nel 2015, Crockett tornò in Texas e dopo essersi stabilito a Dallas, autopubblicò il suo album di debutto, A Stolen Jewel, a maggio. Gli valse il Dallas Observer Music Award come miglior artista blues. La raccolta lo-fi conteneva una cover di Juanita dei Flying Burrito Brothers. Crockett fece anche amicizia con Leon Bridges in questo periodo, prima che Crockett pubblicasse un album dominato dal blues, In The Night, nel 2016. In The Night conteneva una selezione di brani scritti da Crockett, insieme a una cover di Wasted Days and Wasted Nights del suo eroe locale Freddy Fender e al successo del 1968 di Jerry Lee Lewis, What's Made Milwaukee Famous. Il Fort Worth Star-Telegram definì In The Night "un biglietto da visita impressionante, pieno dell'anima lamentosa e dei ritmi swinganti di Crockett". Crockett trascorse l'anno successivo in tournée per promuovere il suo lavoro, suonando in totale oltre 125 spettacoli. Fece tournée con i Turnpike Troubadours, i Lucero, gli Shinyribs, i Samantha Fish e gli Old 97's, tra gli altri.
Dopo essersi trasferito ad Austin, in Texas, la successiva pubblicazione di Crockett fu una raccolta di cover di canzoni country, Honky Tonk Jubilee (2017) di Lil G.L., pubblicata dalla Thirty Tigers. Tra i brani figuravano Night Train to Memphis di Roy Acuff, The Jamestown Ferry di Tanya Tucker e Honky Tonkin' di Hank Williams, tutti caratterizzati dal tipico accento texano, troncato e singhiozzante, di Crockett. Altri brani dell'album furono originariamente registrati da Ernest Tubb, Loretta Lynn e Webb Pierce (I Ain't Never).
Nel 2018, pubblicò Lonesome as a Shadow, una raccolta di brani interamente originali. Fu registrato al Sam C. Phillips Recording Studio di Memphis, Tennessee, e prodotto da Matt Ross-Spang. Il brano di apertura, I Wanna Cry, fu scritto per sua sorella, morta per overdose di metanfetamine. L'album fu dedicato a Henry Ragtime Texas Thomas. Dopo la sua uscita ad aprile, Crockett tornò in tournée accompagnato dalla sua band, i Blue Drifters. Le sue date includevano locali come la House of Blues di Houston, il 9:30 Club di Washington, D.C., il Mint di Los Angeles e il Fillmore di San Francisco. Inoltre, si è esibito in festival come il Wheatland Music Festival, il Pickathon di Portland, Oregon, e l'Austin City Limits Music Festival.
Alla fine del 2018, Crockett ha pubblicato Blue Bonanza di Lil G.L. Crockett ha dichiarato che Lil G.L. è il suo secondo nome, come Hank Williams aveva Luke the Drifter, e lo usa per tutti i suoi progetti paralleli e progetti di cover. Ha spiegato che il soprannome gli è stato dato da un batterista blues locale, Jay Moeller, in riferimento all'oscuro cantante R&B G. L. Crockett. La definizione di blues di Crockett comprende brani come Bright Lights, Big City di Jimmy Reed, That's How I Got to Memphis di Tom T. Hall e Good Time Charlie's Got the Blues di Danny O'Keefe. Inoltre, Crockett ha realizzato cover di brani di Ernest Tubb, George Jones e T-Bone Walker. Blue Bonanza di Lil G.L. ha raggiunto il decimo posto nella classifica Billboard Blues Albums.
All'inizio di gennaio 2019, Crockett è stato sottoposto a un intervento chirurgico a cuore aperto. Le valutazioni preliminari all'intervento hanno rivelato che Crockett era affetto da una cardiopatia congenita in cui due dei tre lembi della valvola aortica erano fusi insieme, causando la sindrome di Wolff-Parkinson-White.
Crockett ha pubblicato The Valley il 20 settembre 2019. L'album contiene il singolo Borrowed Time, scritto in collaborazione con Evan Felker dei Turnpike Troubadours.
Field Recordings, Vol. 1 è stato pubblicato il 3 aprile 2020 ed è un mixtape di 30 cover e brani originali registrati a bassa fedeltà nella contea di Mendocino, in California. Crockett e Kyle Madrigal hanno registrato la raccolta nel corso dell'anno precedente utilizzando un registratore a 4 tracce, un vecchio microfono radio CB e un vecchio telefono a disco. Crockett ha affermato che i brani provengono dalle sue canzoni di strada e folk, materiale che ha scritto e che potrebbe non essere necessariamente adatto a questi album in studio.
Crockett ha pubblicato il suo settimo album, Welcome to Hard Times, il 31 luglio 2020. È stato prodotto da Mark Neill e include contributi alla scrittura di Dan Auerbach dei Black Keys e del cantautore Pat McLaughlin. L'album è nato da un grave problema di salute, in cui gli è stata diagnosticata una cardiopatia congenita che ha richiesto un intervento chirurgico al cuore.
Il 26 febbraio 2021, Crockett ha pubblicato il suo prossimo album, intitolato 10 For Slim: Charley Crockett Sings James Hand, un album tributo a James Hand. L'album è stato accolto con successo dalla critica, tra gli altri, da Rolling Stone, The Boot, Austin American-Statesman, Forbes, e American Songwriter.
Crockett ha pubblicato il suo nono album, Music City USA, il 17 settembre 2021 tramite Son of Davy/Thirty Tigers. Il singolo principale, I Need Your Love, è stato presentato su Rolling Stone. Più tardi, nello stesso mese, ha vinto il premio Artista Emergente dell'Anno 2021 agli Americana Music Honors and Awards di Nashville, Tennessee. Crockett ha chiuso l'anno con il suo debutto su Austin City Limits, trasmesso a ottobre su PBS. Un paio di mesi dopo, Crockett è apparso nel programma Saturday Sessions di CBS This Morning, eseguendo I Need Your Love, Music City USA e I Feel For You dal suo ultimo album.
Nel marzo 2022, ha annunciato Jukebox Charley, un nuovo album di cover e il suo terzo album in poco più di un anno. Quarto capitolo della sua serie di cover di Lil' G.L., l'album è uscito il 22 aprile e includeva brani country di Tom T. Hall, Willie Nelson, George Jones e altri.
Nel settembre 2022, Crockett ha pubblicato il suo undicesimo album, The Man from Waco, contenente 14 brani originali. Crockett si è esibito al Jimmy Kimmel Live! il 9 dicembre 2022.
Nel febbraio 2023, Crockett si è esibito alla NPR per un Tiny Desk Concert. Seguì un'apparizione al The Daily Show di Comedy Central ad aprile, dove fu intervistato dal conduttore Jordan Klepper, insieme a un'esibizione dal vivo di Name on a Billboard dal suo album del 2022, The Man from Waco. Più tardi quell'estate, apparve sulla copertina di Texas Monthly, per un lungo profilo che descriveva in dettaglio il background dell'artista e la sua ascesa alla fama. A settembre, pubblicò Live From The Ryman, un album e un film-concerto del suo debutto da headliner sold-out al Ryman Auditorium di Nashville, registrato il 14 novembre 2022. Ricevette anche lo Stephen Bruton Award del 2023 al Lone Star Film Festival, che celebra artisti eccezionali le cui carriere non sono solo ancorate alla musica, ma includono anche l'espressione artistica nel cinema.
All'inizio del 2024, Crockett annunciò che il suo album, $10 Cowboy, sarebbe uscito il 26 aprile. Festeggiò l'evento con un'apparizione al Jimmy Kimmel Live!, dove eseguì la title track dell'album. Nel luglio 2024, Crockett pubblicò Visions of Dallas, un album di sei cover e sei brani originali, pubblicizzato come il secondo capitolo di $10 Cowboy.
Nel gennaio 2025, fu annunciato che Crockett aveva firmato con la Island Records e che avrebbe pubblicato il suo primo album tramite l'etichetta, Lonesome Drifter, il 14 marzo. L'album include 12 brani, coprodotti con Shooter Jennings, tra cui una nuova versione della sua cover di The Jamestown Ferry e una cover di Amarillo by Morning di Terry Stafford.

## Discografia

### Album in studio
- 2015 – A Stolen Jewel
- 2016 – In the Night
- 2017 – Lil' G.L.'s Honky Tonk Jubilee
- 2018 – Lonesome as a Shadow
- 2018 – Lil' G.L.'s Blue Bonanza
- 2019 – The Valley
- 2020 – Welcome to Hard Times
- 2021 – Lil' G.L. Presents: 10 for Slim – Charley Crockett Sings James Hand
- 2021 – Music City USA
- 2022 – Lil G.L. Presents: Jukebox Charley
- 2022 – The Man from Waco
- 2024 – $10 Cowboy
- 2024 – $10 Cowboy, Chapter II: Visions of Dallas
- 2025 – Lonesome Drifter[14]
- 2025 - Dollar A Day

### Album dal vivo
- 2023 – Live from the Ryman[16]